# (496) Gryphia
(496) Gryphia ist ein Asteroid des Hauptgürtels, der am 25. Oktober 1902 vom deutschen Astronomen Max Wolf in Heidelberg entdeckt wurde.
Der Name des Asteroiden, der früher für eine Hommage an den Deutschen Dichter Andreas Gryphius gehalten wurde, beruht neueren Recherchen des Heidelberger Astronomen Lutz D. Schmadel und der Wiener Astronomin Anneliese Schnell zufolge, einem Vorschlag von Wilhelm Ebert folgend, auf einem Bezug zur Stadt Greifswald.